# سپارتاکو لاندینی
سپارتاکو لاندینی (به ایتالیایی: Spartaco Landini) بازیکن فوتبال و اهل ایتالیا بود که از سال ۱۹۶۶ میلادی عضو تیم ملی فوتبال ایتالیا بود و در ۴ بازی ملی حضور داشت. او در بازی‌های ملی‌اش گلی به ثمر نرساند.
سپارتاکو لاندینی آخرین بازی ملی خود را در سال ۱۹۶۶ میلادی انجام داد.